# Sylwia Pycia
Sylwia Pycia est une ancienne joueuse de volley-ball polonaise née le 20 avril 1981 à Cracovie. Elle mesure 1,89 m et jouait au poste de centrale. Elle a totalisé 145 sélections en équipe de Pologne. Elle a mis un terme à sa carrière de volleyeuse professionnelle en 2017.

## Clubs
| Club                | De        | À         |
| ------------------- | --------- | --------- |
| SMS PZPS Sosnowiec  | 1996-1997 | 1999-2000 |
| Sparta Varsovie     | 2000-2001 | 2002-2003 |
| AZS AWF Poznań      | 2004-2005 | 2005-2006 |
| AZS Białystok       | 2006-2007 | 2006-2007 |
| Muszynianka Muszyna | 2007-2008 | 2009-2010 |
| KPSK Stal Mielec    | 2010-2011 | 2011-2012 |
| Budowlani Łódź      | 2012-2013 | 2016-2017 |

## Palmarès

### Équipe nationale
- Championnat d'Europe
  - Vainqueur : 2005.
- Jeux européen
  - Finaliste : 2015.

### Clubs
- Championnat de Pologne
  - Vainqueur : 2008, 2009.
  - Finaliste : 2002, 2010, 2017.
- Supercoupe de Pologne
  - Vainqueur : 2009.
  - Finaliste : 2008.
- Coupe de Pologne
  - Finaliste : 2009, 2010, 2017.